# Mirko Marjanović
Mirko Marjanović, född 27 juli 1937 i Knin, Kroatien, död 21 februari 2006 i Belgrad, var regeringschef i Serbien från 1994 till 2000. Han fanns med bland dem som stod på EU:s svarta lista, och således var utestängda från hela EU, Norge och USA.